# Dobro (Burgos)
Dobro es una localidad y una entidad local menor situadas en la provincia de Burgos, comunidad autónoma de Castilla y León (España), comarca de Las Merindades, partido judicial de Villarcayo, capital del ayuntamiento de Los Altos.

## Geografía
Situada en la margen derecha del Ebro, entre la sierra de Tudanca y el páramo de Masa, zona de transición con la comarca de las Merindades a la que se accede atravesando el puerto de La Mazorra. Junto a las localidades de Ahedo, Porquera, Villaescusa, Pesadas de Burgos y Escóbados de Arriba.
A 1.023 m s. n. m., distante 20 km de Villarcayo, cabeza de partido, y 56 de Burgos.

### Comunicaciones

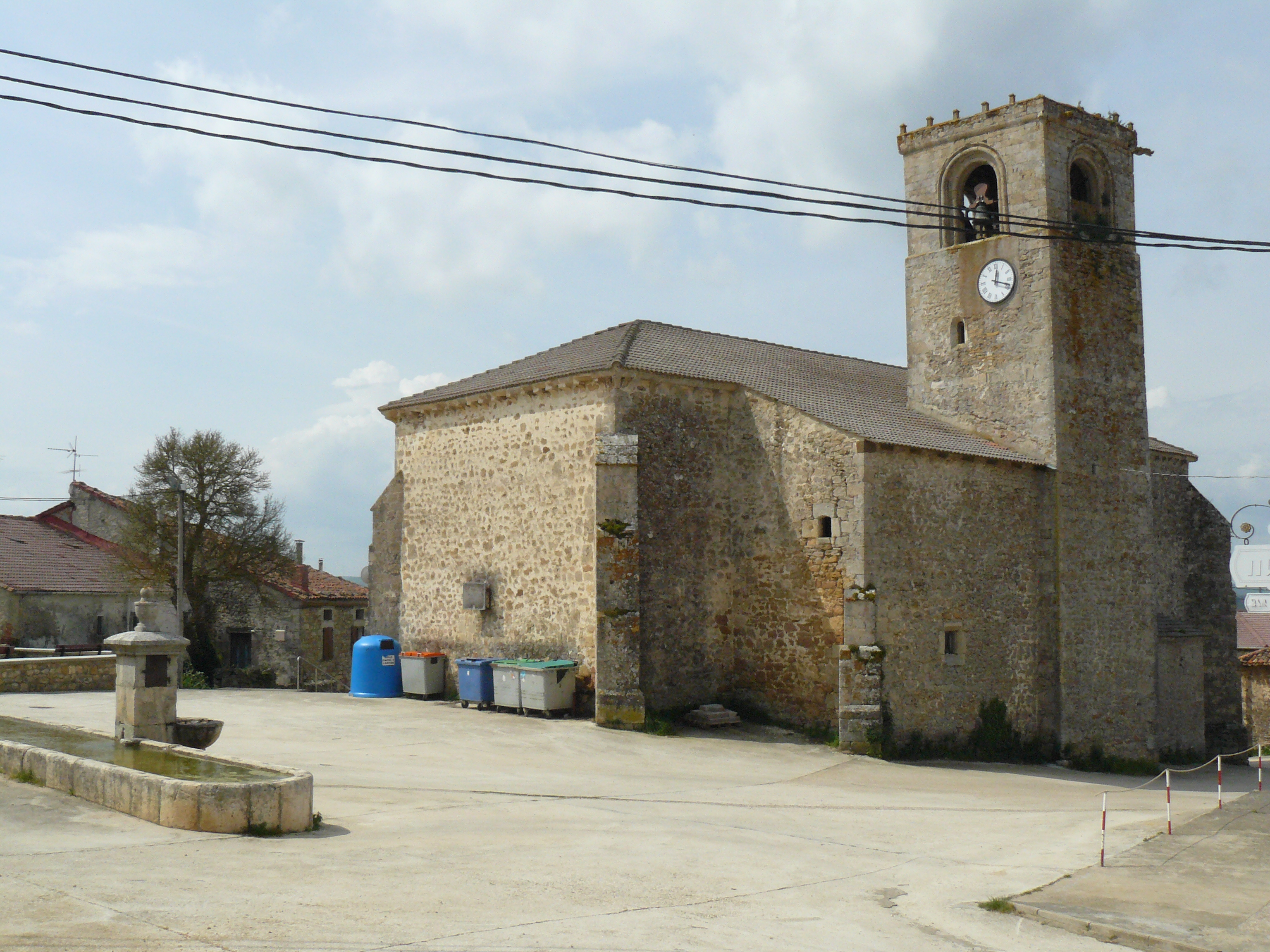
Iglesia de Dobro.

A 800 m de distancia de la  CL-629 , donde circula la línea de autobuses Burgos-Espinosa de Los Monteros. Se accede transitando por la local BU-V-5143 que nos lleva a Ahedo, Porquera.

## Situación administrativa
Entidad Local Menor cuya alcaldesa pedánea es Begoña Velasco del PP.

## Demografía
Evolución de la población
| Gráfica de evolución demográfica de Dobro entre 2000 y 2017        |
|                                                                    |
| Población de derecho (2000-2017) según el padrón municipal del INE |

## Zona Turística
- "Sedano y las Loras"

Municipios: Basconcillos del Tozo, Humada, Los Altos, Rebolledo de la Torre, Sargentes de la Lora, Tubilla del Agua, Úrbel del Castillo, Valle de Sedano y Valle de Valdelucio.
En el noroeste de la provincia de Burgos se localiza un extenso territorio que semeja un encantado laberinto de roca, agua y verdor. Una apretada y espectacular sucesión de cañones, parameras y loras que definen una personal y contrastada geografía. Una privilegiada región en la que todavía palpita la más pura Naturaleza y en la que el viajero recobrará el ritmo de la más añorada vida tradicional.
Una encrucijada en la que la historia y la secular actividad humana han dejado una irrepetible y brillante huella. En definitiva, un paraíso para disfrutar del más atractivo turismo rural, viajar en el tiempo por la ruta de los dólmenes, descubrir la legendaria Peña Amaya, sorprenderse con un interesante conjunto de iglesias románicas, saborear varios pueblos con encanto y practicar senderismo, rafting y otros deportes de aventura en los cañones del Ebro y el Rudrón.
Las tierras de Sedano y Las Loras forman una bien comunicada zona turística de la que basta mencionar su nombre para sumergirse en una sucesión de agradables e irrepetibles sensaciones.

## ¿Qué ver?
- Monumentos Románicos más emblemáticos:

- Iglesia de san Julian y Santa Basilisa

Ubicación: REBOLLEDO DE LA TORRE (BURGOS)
Categoría: MONUMENTO  Archivado el 2 de diciembre de 2021 en Wayback Machine.
- Iglesia de San Esteban (Moradillo de Sedano)

Ubicación: MORADILLO DE SEDANO – VALLE DE SEDANO (BURGOS)
Categoría: MONUMENTO
- Iglesia de San Esteban

Ubicación: BAÑUELOS DEL RUDRÓN – TUBILLA DEL AGUA (BURGOS)
Categoría: MONUMENTO
- Iglesia Santa María la Mayor

Ubicación: FUENTE URBEL - BASCONCILLOS DEL TOZO (BURGOS)
Categoría: EIC (Elementos de Interés Cultural de Carácter Local)

- Iglesia Santa María

Ubicación: LA PIEDRA - BASCONCILLOS DEL TOZO (BURGOS)
Categoría: EIC (Elementos de Interés Cultural de Carácter Local)

## Otras Joyas Románicas
- Albacastro: Según la Asociación Hispania Nostra se trata de uno de los templos prerrománicos más singulares de Castilla y León.
- Ahedo de Butrón: Excepcional portada, con su tímpano, arquivolta y capiteles.
- Escalada: Excelente portada, con Moradillo de Sedano y Ahedo de Butrón como fuente de inspiración.
- Escóbados de Abajo Ermita: Variada y excepcional escultura, vegetal y animal.
- Gredilla de Sedano: Destaca especialmente el tímpano de la portada con la escena de la Anunciación-Coronación de la Virgen.
- Huidobro: Portada con ricas labores escultóricas
- Tablada del Rudrón Ermita: No debes perderte el tímpano. Aparece en el centro Cristo-Juez, resucitado y con las manos elevadas como queriendo mostrar sus llagas.

## Los Altos
- Ahedo de Butrón: Iglesia de Nuestra Señora de La Asunción
- Dobro: Iglesia de Santa Eulalia
- Escóbados de Abajo: Iglesia de La Santa Cruz
- Escóbados de Abajo: Ermita de Nuestra Señora de la Oliva
- Huidobro: Iglesia de San Clemente
- Porquera del Butrón: Iglesia de San Millán
- Quintanilla-Colina: Iglesia de la Visitación de Nuestra Señora
- Quintanilla-Colina: Ruinas de la Iglesia de San Cipriano
- Villaescusa del Butrón: Iglesia de San Torcuato

## Historia
Lugar en el Partido Alto uno de los cuatro en que se dividía la Merindad de Valdivielso en el Corregimiento de las Merindades de Castilla la Vieja, jurisdicción de realengo con regidor pedáneo.
A la caída del Antiguo Régimen queda agregado al ayuntamiento constitucional de Merindad de Valdivielso, en el partido de Villarcayo perteneciente a la región de Castilla la Vieja.
Así se describe a Dobro en el tomo VII del Diccionario geográfico-estadístico-histórico de España y sus posesiones de Ultramar, obra impulsada por Pascual Madoz a mediados del siglo XIX:

Aldea en la provincia, diócesis, audiencia territorial y capitanía general de Burgos (10 leguas), partido judicial de Villarcayo (3) y ayuntamiento de Almiñé (1/2). Situada sobre una ladera con exposición al O; su clima es frío; reina especialmente el viento N y las enfermedades más comunes son los dolores de costado. Tiene 70 casas; una escuela de primeras letras para ambos sexos, cuyo maestro disfruta la dotación de 20 fanegas de trigo, un paseo con arbolado a los dos lados bastante regular, sin embargo de ser el camino que dirige a la villa de Pesadas; 2 fuentes al N de la población, mal construidas, siendo además sus aguas muy gruesas y un sacristán; a la parte meridional y a cortísima distancia de la aldea se encuentran el cementerio bien arreglado y una ermita (Santa Lucía) por la cual se entra en aquel. Confina el término N con Ahedo del Butrón y Valdivielso; E Pesadas; S Villaescusa, y O Porquera; comprende el antiguo y destruido pueblo de Casares, siendo de advertir que para perpetuar su memoria hay una fundación en la que se previene que el día del Corpus el cura de la aldea que describimos, dé en aquel mismo sitio dos fanegas de pan cocido y 2 libras de queso a los pobres; en la iglesia de esta se celebra también en memoria de San Roque que fue el titular de la parroquia de dicho Casares, una solemne función, a la que asisten los habitantes, de los pueblos más cercanos. El terreno es de mediana calidad; hay muchos prados naturales y arbolados de olmos y una sierra que se extiende de N a E muy poblada de robles y hayas, siendo aquellos de extraordinaria corpulencia. Caminos: además de los vecinales pasa a corto trecho de la población la carretera que conduce de Burgos a Bercedo. Correos: la correspondencia se recibe de Villarcayo los lunes. Producciones: trigo, cebada, yeros, lentejas, titos y ar-vejas, cogiéndose con mayor abundancia los dos primeros artículos; cría ganado lanar, vacuno y de cerda, y caza de perdices y codornices. Industria: la agrícola; algunos vecinos se dedican además a la arriería conduciendo el pescado fresco a Madrid, Roa y otros puntos. Población: 25 vecinos, 94 almas. Capital productivo: 362.010 reales. Imponible: 36.819.
Diccionario geográfico-estadístico-histórico de España y sus posesiones de Ultramar

## Fiestas y costumbres
Celebra sus fiestas patronales el primer domingo de octubre, festividad de Nuestra Señora del Rosario.

## Parroquia
Iglesia católica de Santa Eulalia Mártir, dependiente de la parroquia de Sedano en el Arcipestrazgo de Ubierna-Úrbel, diócesis de Burgos.